# Leopold Godowsky
Leopold Godowsky mladší (27. května 1900 – 18. února 1983) byl americký chemik a houslista, syn hudebního skladatele Leopolda Godowskyho. Spolu s Leopoldem Mannesem vynalezli fotografický barevný reverzní film kodachrome, přičemž to komentovali, že Kodachrome byl vyroben Bohem a člověkem (slovní hříčka na začátky příjmení vynálezců: God je anglicky Bůh a man znamená muž nebo člověk).